# Sociedade Teosófica

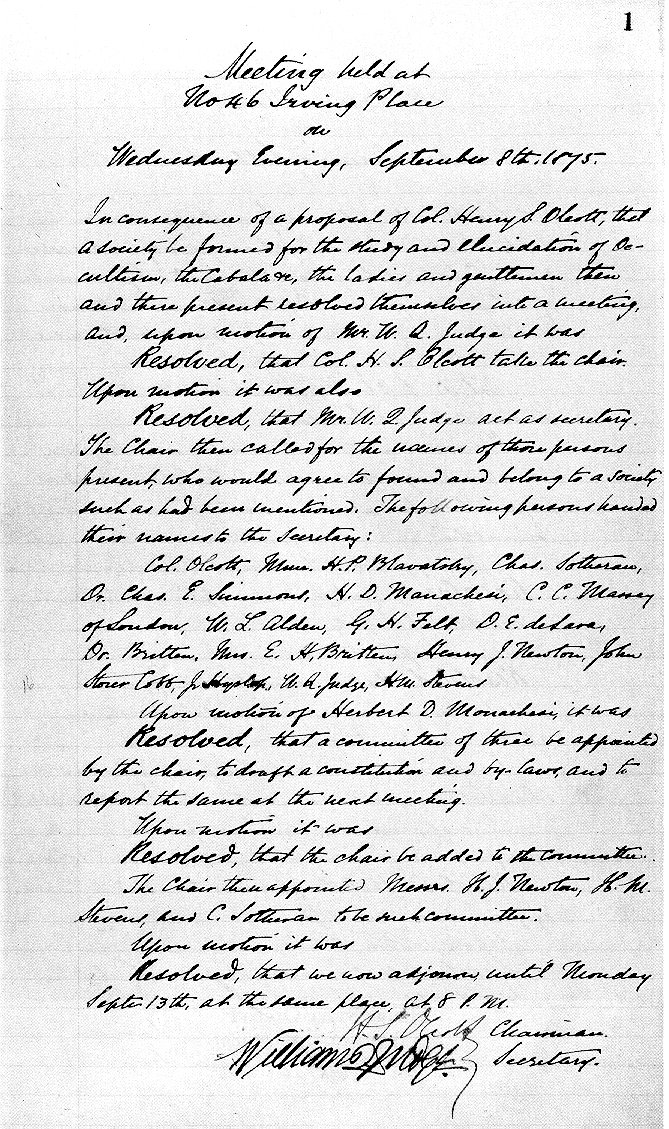
Primeira Ata - 8/set./1875.

A Sociedade Teosófica é uma organização internacional devotada a divulgar os ensinamentos da teosofia.

## Objetivos
Os objetivos da Sociedade Teosófica hoje são:
1. Formar um núcleo da Fraternidade Universal da Humanidade, sem distinção de raça, credo, sexo, casta ou cor;
2. Encorajar o estudo de Religião comparada, Filosofia e Ciência;
3. Investigar as leis não explicadas da Natureza e os poderes latentes no homem.

A Sociedade não impõe nenhuma crença sobre seus membros, que se unem espontaneamente pelo objetivo comum de buscar a Verdade e o desejo de aprender o significado e propósito da existência, dedicando-se ao estudo, reflexão, pureza de vida e serviço voluntário. Não há pré-requisitos nem limitações para qualquer um associar-se, porém o candidato deve declarar se identificar com ao menos um dos objetivos da sociedade. A Sociedade enfatiza a liberdade de pensamento, de pesquisa e de debate.
O lema da Sociedade foi inspirado no do Marajá de Benares: Satyât nâsti paro Dharma, traduzido como Não há Religião superior à Verdade, embora a palavra original Dharma tenha uma riqueza de significados muito mais extensa do que o termo religião, incluindo dever, direito, justiça e virtude. Além de ser uma escola de filosofia e um promotor de trabalho humanitário, a S.T. tem não obstante um lado religioso, uma vez que busca disseminar doutrinas sobre mundos transcendentes tomadas como verdadeiras por muitas religiões do passado e do presente.

## Expansão
Em 1878, o coronel Olcott e Helena Blavatsky partiram para a Índia. Em 3 de abril de 1905, foi estabelecida legalmente a sede internacional da S.T. no bairro de Adyar, na cidade de Chennai.
Em seus anos de glória, a Sociedade Teosófica foi uma organização gigantesca, que recebia respeito, admiração e apoio de pessoas em todo mundo. Notícias sobre a Sociedade e seus membros frequentemente figuravam nas páginas dos maiores jornais do mundo, como o The New York Times.
Existindo oficialmente como instituição há mais de cento e quarenta anos, a Sociedade Teosófica conta com membros e sedes em cerca de cem países em todos os continentes. Seu quartel-general ainda é hoje aquele fundado por Blavatsky. Mas, além de ser um memorial perene aos Fundadores, se tornou um moderno centro de estudos filosóficos e de assistência social. Dispõe de uma rica biblioteca, um centro de pesquisas, uma editora, uma agência de notícias e divulgação, apoia ou mantém diversas escolas gratuitas, cursos e centros vocacionais, esotéricos e artísticos, e é o coração das inúmeras Lojas abertas em todo o mundo que, dentro do alcance de cada uma, se propõem a concretizar os objetivos da Sociedade.

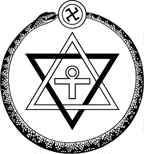
Símbolo da Sociedade Teosófica.

Mesmo enfrentando, em muitos momentos, oposição externa e dissensões internas, a importância da Sociedade Teosófica na história recente da humanidade não pode ser negada. O debate público inaugurado por Blavatsky e continuado por seus sucessores e seguidores, através de vasta literatura e marcante presença na sociedade como um todo, contribuiu para uma renovação na metodologia e nos conceitos de diversas disciplinas científicas, como a arqueologia, a psicologia e a história, e forçou uma apreciação mais objetiva de diversas instituições, dogmas e sistemas religiosos. Annie Besant, sua segunda Presidente, foi uma força ativa no processo de independência da Índia. A própria Helena Blavatsky foi uma das primeiras mulheres a contribuir e influenciar positivamente, com seus escritos, a agenda intelectual e filosófica do mundo moderno. A doutrina que a Sociedade disseminou e o exemplo de vida altruísta de seus fundadores e sócios mais eminentes foram uma inspiração para líderes como Gandhi, cientistas como Einstein e artistas como Mondrian, Fernando Pessoa e Scriabin.

## O Selo da Sociedade
O selo ou brasão da Sociedade Teosófica, com os triângulos enlaçados, a serpente, a Suástica e o Ankh, ilustra simbolicamente e resume os pontos centrais da Teosofia, aludindo, entre outros conceitos, à Trindade, à Unidade de toda a vida, a dualidade Espírito-Matéria, a permanência e imortalidade da vida e a evolução do universo através de seus ciclos periódicos de nascimento e morte.

## Lema
O lema da Sociedade Teosófica, o qual foi traduzido do sânscrito Satyan nasti para Dharmah é "Não há religião superior à Verdade". A palavra Dharma foi traduzida como religião, mas também significa, entre outras coisas, doutrina, lei, dever, direito, justiça, virtude. Assim, num sentido mais amplo, o lema da Sociedade Teosófica afirma que não há dever ou doutrina superior à Verdade.